# Psiloderces howarthi
Espèce
Psiloderces howarthi est une espèce d'araignées aranéomorphes de la famille des Psilodercidae.

## Distribution
Cette espèce est endémique de la province de Ratchaburi en Thaïlande,. Elle se rencontre dans la grotte Tham Phraya Prap.

## Description
La carapace de la femelle holotype mesure 1,1 mm de long sur 0,9 mm et l'abdomen 1,8 mm de long et la carapace du mâle paratype mesure 1,1 mm de long sur 1,0 mm et l'abdomen 1,5 mm de long.

## Étymologie
Cette espèce est nommée en l'honneur de Francis Howarth.

## Publication originale
- Deeleman-Reinhold, 1995 : The Ochyroceratidae of the Indo-Pacific region (Araneae). The Raffles Bulletin of Zoology Supplement, no 2, p. 1-103 (texte intégral).